# Leuvehoofd
De Leuvehoofd is een straat in de Nederlandse stad Rotterdam en loopt vanaf de Boompjeskade die in het verlengde hiervan ligt. De Leuvehoofd is een doodlopende straat en heeft geen zijstraten. Hij is ca. 200 meter lang. Parallel aan de Leuvehoofd ligt de Nieuwe Maas.

## Geschiedenis
Voorheen bezat het Leuvehoofd een stadsstrand, maar de straat heeft een geheel nieuwe inrichting gekregen. Landschaparchitect Piet Oudolf die onder meer bekend is van de inrichting van de High Line in New York leverde hiervoor het ontwerp.

## Trivia
- Vlak bij het Leuvehoofd bevindt zich ook de Leuvehaven alsook de Leuvebrug in Rotterdam.

Admiraal de Ruyterweg ·
Admiraliteitskade ·
Aert van Nesstraat ·
Baan ·
Batavierenstraat ·
Beukelsdijk ·
Beursplein ·
Beurstraverse ·
Binnenweg ·
Binnenwegplein ·
Binnenrotte ·
Blaak ·
Boezemweg ·
Boompjes ·
Bosland ·
Botersloot ·
Burgemeester van Walsumweg ·
Churchillplein ·
Coolsingel ·
Coolvest ·
Eendrachtsplein ·
Eendrachtsweg ·
Geldersekade ·
Goudsesingel ·
's-Gravendijkwal ·
Haagseveer ·
Henegouwerlaan ·
Hofdijk ·
Hofplein ·
Hoogstraat ·
Jonker Fransstraat ·
Karel Doormanstraat ·
Kipstraat ·
Kolk ·
Koningin Emmaplein ·
Korte Hoogstraat ·
Kruiskade ·
Kruisplein ·
Leuvehoofd ·
Lijnbaan ·
Lombardkade ·
Maasboulevard ·
Mariniersweg ·
Mathenesserlaan ·
Mauritsweg ·
Meent ·
Museumpark ·
Oostmolenwerf ·
Oostplein ·
Oude Binnenweg ·
Parkkade ·
Parklaan ·
Pim Fortuynplaats ·
Plein 1940 ·
Pompenburg ·
Rochussenstraat ·
Saftlevenstraat ·
Schiedamsedijk ·
Schiedamse Vest ·
Schouwburgplein ·
Spaansekade ·
Stadhuisplein ·
Stationsplein ·
Stroveer ·
Van Oldenbarneveltstraat ·
Vasteland ·
Veerkade ·
Weena ·
Westblaak ·
Westerkade ·
West-Kruiskade ·
Westersingel ·
Westplein ·
Willemskade ·
Willemsplein ·
Witte de Withstraat